# Aptosimum decumbens
Aptosimum decumbens är en flenörtsväxtart som beskrevs av Schinz. Aptosimum decumbens ingår i släktet Aptosimum och familjen flenörtsväxter. Inga underarter finns listade i Catalogue of Life.